# Hans Werner Pohl
Hans Werner Pohl   (Ratingen, p. dècada del 1950) és un antic pilot d'enduro alemany que va guanyar el Campionat d'Europa de superiors a 500cc 4T de 1981 amb una Honda. Aquella fou la primera edició en què el campionat incloïa aquesta nova categoria, substituta de les anteriors de 750, 1.000 i superiors a 1.000 cc, i Pohl va dominar la temporada amb facilitat. Darrera seu es classificaren els també alemanys Fritz Witzel (Yamaha) i Hans-Joachim Kriner (Honda).